# Twelve-Mile Circle

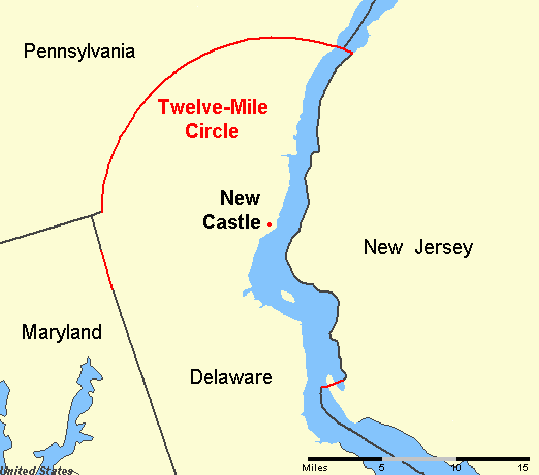
De rode lijnen zijn staatsgrenzen, onderdeel van de Twelve-Mile Circle

De Twelve-Mile Circle is een denkbeeldige cirkel die als basis is gebruikt voor gedeeltes van de staatsgrenzen van de Amerikaanse staten Delaware, Pennsylvania, Maryland en New Jersey. De cirkel heeft een radius van 12 mijl, oftewel circa 19,3 kilometer en heeft als middelpunt New Castle. In 1750, bij het instellen van de cirkel, werd de koepel van het gerechtsgebouw gekozen als middelpunt.
Het ontstaan van de cirkel stamt uit 1681 toen Karel II van Engeland een akte verleende aan William Penn voor het stichten van een kolonie ten noorden van Maryland. In de akte werd een uitzondering gemaakt voor een zone van 12 mijl rondom New Castle en het land ten zuiden van New Castle, aangezien dit land in handen was van Jacobus II van Engeland, die dit gebied van Nieuw-Zweden had veroverd op de Nederlanders. De Twelve-Mile Circle reikt in het noordoosten tot aan de kustlijn van New Jersey, waar de staatsgrens de kustlijn van de rivier Delaware volgt, in tegenstelling tot vele staatsgrenzen die in het midden van een rivier liggen, naar ideeën van Hugo de Groot. Dit was lange tijd een groot twistpunt tussen beide staten.
Aan de zuidzijde van de cirkel, vormt de cirkel voor een klein gedeelte eveneens de staatsgrens tussen Delaware en New Jersey. Hierdoor wordt een gedeelte van een schiereiland afgesneden van New Jersey. In het westen sluit de lijn aan bij de Mason-Dixonlijn.